# Aleurothrixus interrogationis
Aleurothrixus interrogationis es una especie de insecto hemíptero de la familia Aleyrodidae y la subfamilia Aleyrodinae. Se distribuyen por Sudamérica.
Fue descrita científicamente por primera vez por Bemis en 1904.